# Antoine Vion d'Hérouval
Antoine Vion d'Hérouval (ou de Vyon, ou Vyon d'Hérouval, ou de Vion d'Hérouval, etc.) est un érudit et diplomatiste français, né le 14 septembre 1606 au Fort de Meulan, mort le 29 avril 1689 à Paris.

## Biographie
Il était fils d'Antoine Vion († le 28 septembre 1632) , lieutenant-général du bailliage de Meulan (office détenu par la famille depuis 1489), député aux États généraux de 1614, et de Claude Abelli. C'était une famille noble très connue dans le Vexin français depuis le XVe siècle. Le grand-père paternel était seigneur de Gaillon. Le père acheta en 1614 la seigneurie d'Hérouval à Montjavoult.
Il fut reçu auditeur à la Chambre des comptes le 13 octobre 1635. Il s'était marié quatre jours auparavant, le 9 octobre, à Marie Quentin († 1695), dont il eut plusieurs enfants. En 1670, il se démit de sa charge d'auditeur des comptes en faveur de son fils Pierre († 1712). Un autre de ses fils, Paul-Antoine de Vion d'Hérouval (° v. 1645 - † le 23 janvier 1719), chanoine régulier, docteur de Sorbonne, fut longtemps bibliothécaire de l'abbaye Saint-Victor.
Il se distingua surtout par sa passion de la recherche des anciens documents (chroniques, diplômes, chartes, testaments, titres divers...), et consacra une bonne partie de sa vie à explorer le trésor des chartes, les greffes des compagnies, les bibliothèques des monastères ou des collèges, les cabinets des particuliers, etc., pour dénicher des pièces qui étaient encore restées inaperçues. Il noua des relations avec tous les érudits de l'époque (Denis Petau, Jacques Sirmond, Jean Morin, Jérôme Bignon et son fils, Claude Saumaise, Philippe Labbe, les frères Pierre et Jacques Dupuy, Charles du Cange, Jean-Baptiste Cotelier, Étienne Baluze, et les bénédictins de la congrégation de Saint-Maur, notamment Luc d'Achery et Jean Mabillon). Chaque fois qu'il avait fait une trouvaille, et il en fit d'innombrables, il s'empressait de la mettre à la disposition de ceux de ses amis qui s'intéressaient au sujet. Il ne publia rien lui-même, mais l'érudition historique du XVIIe siècle lui fut énormément redevable. Quelques jours après sa mort, le 14 mai 1689, la congrégation de Saint-Maur organisa en son honneur, dans l'église de l'abbaye de Saint-Germain-des-Prés, un service « qu'on ne rend qu'aux personnes extraordinaires », selon les mots du dictionnaire Moréri, en présence d'un grand nombre de gens de lettres.
Selon le même dictionnaire, il fournit au père Philippe Labbe « une infinité de pièces » qu'il a publiées dans sa Bibliothèque des manuscrits latins et dans sa Collection des conciles. « Une grande partie » de celles qui composent le Spicilegium en treize tomes de dom Luc d'Achery viendraient de lui. Dans la préface de son édition savante de la Vie de saint Louis de Jean de Joinville (1668), qui fit date, Charles du Cange déclare que les pièces les plus curieuses qu'il joint lui ont été communiquées par Vion d'Hérouval, et qu'il n'aurait pu mener à bien cet ouvrage, ni aucun autre, sans son aide. De même de la Vie de saint Louis, roi de France, de Louis-Sébastien Le Nain de Tillemont (ouvrage qui n'a été imprimé qu'au milieu du XIXe siècle, et qui est important, car la documentation rassemblée par l'auteur vers 1680, en plusieurs volumes, a été presque entièrement perdue) : Tillemont précise que plusieurs pièces originales lui ont été communiquées par Vion d'Hérouval, et celui-ci a rédigé des notes, conservées dans le seul volume documentaire subsistant de Tillemont, qui ont parfois été intégrées au texte. Il a aussi contribué aux travaux historiographiques de Pierre-Scévole de Sainte-Marthe et de son frère Nicolas-Charles. 
La Bibliothèque nationale de France conserve non seulement des registres d'extraits composés par lui dans des chartriers, mais aussi des manuscrits anciens : à sa mort, il en légua plusieurs à la congrégation de Saint-Maur (c'est-à-dire à l'abbaye de Saint-Germain-des-Prés) ; en 1709, l'abbé Jacques Petit, qui était chanoine et aumônier de la cathédrale de La Rochelle, légua par testament à la même abbaye « le trésor de feu M. d'Hérouval, maître des comptes ». Léopold Delisle, dans son Cabinet des manuscrits de la Bibliothèque nationale (tome II, p. 45), exprime l'avis qu'il faut distinguer les deux legs.
Un manuscrit venant de la collection de Vion d'Hérouval s'appelle un « Codex Herovallianus ». Les historiens du droit canon parlent d'une Collectio canonum Herovalliana, qui est celle qui est représentée dans le Ms. BnF latin 10 588 (ou Suppl. latin 302), un Codex Herovallianus.